# Бочкарьов Олександр Панкратович
Олександр Панкратович Бочкарьов (нар. 13 грудня 1908, село Новоспаське Симбірської губернії, тепер селище Ульяновської області, Російська Федерація — 14 квітня 1985, місто Саратов, Російська Федерація) — радянський діяч, 1-й секретар Ульяновського і Саратовського сільського обласних комітетів КПРС, голова Куйбишевського і Саратовського облвиконкомів. Кандидат у члени ЦК КПРС у 1961—1971 роках. Депутат Верховної Ради Російської РФСР 2-го і 5-го скликань. Депутат Верховної Ради СРСР 2—3-го і 6—7-го скликань.

## Життєпис
Народився в родині робітника-теслі. З 1926 року працював ремонтним робітником на залізниці.
У 1930—1932 роках — у Червоній армії. Закінчив полкову школу, служив молодшим командиром 102-го полку 34-ї стрілецької дивізії РСЧА в місті Самарі. Потім закінчив курси армійської партійної школи.
Член ВКП(б) з 1931 року.
У 1932—1933 роках — голова Новоспаської районної ради Товариства сприяння обороні, авіаційному і хімічному будівництву Середньоволзького краю.
У 1933—1935 роках — інструктор Новоспаського районного комітету ВКП(б) Середньоволзького краю.
У червні 1935 — грудні 1937 року — уповноважений Народного комісаріату заготівель СРСР по Новоспаському району Середньоволзького краю (Куйбишевської області).
У грудні 1937 — жовтні 1938 року — 2-й секретар Новоспаського районного комітету ВКП(б) Куйбишевської області.
У жовтні 1938 — липні 1941 року — 1-й секретар Чапаєвського районного комітету ВКП(б) Куйбишевської області.
У липні 1941 — листопаді 1942 року — заступник голови виконавчого комітету Куйбишевської обласної ради депутатів трудящих.
У листопаді 1942 — січні 1943 року — начальник Політичного сектора Пензенського обласного земельного відділу.
У січні — серпні 1943 року — заступник начальника Політичного управління Народного комісаріату землеробства СРСР.
У серпні 1943 — листопаді 1944 року — слухач Вищої школи партійних організаторів при ЦК ВКП(б).
У листопаді 1944 — червні 1946 року — 1-й заступник голови виконавчого комітету Куйбишевської обласної ради депутатів трудящих.
28 червня 1946 — 30 грудня 1948 року — голова виконавчого комітету Куйбишевської обласної ради депутатів трудящих.
У 1948—1949 роках — слухач Курсів перепідготовки при ЦК ВКП(б).
5 березня 1949 — 28 квітня 1952 року — 1-й секретар Ульяновського обласного комітету ВКП(б). Одночасно у 1948—1950 роках — 1-й секретар Ульяновського міського комітету ВКП(б).
У 1952 році — інструктор відділу партійних, профспілкових і комсомольських органів ЦК ВКП(б).
У 1952—1955 роках — слухач Вищої партійної школи при ЦК КПРС.
У 1955 — грудні 1962 року — голова виконавчого комітету Саратовської обласної ради депутатів трудящих.
У січні 1963 — грудні 1964 року — 1-й секретар Саратовського сільського обласного комітету КПРС.
У 1964 році заочно закінчив сільськогосподарський технікум імені Тімірязєва.
У грудні 1964 — 1971 року — голова виконавчого комітету Саратовської обласної ради депутатів трудящих.
З 1971 року — персональний пенсіонер союзного значення в місті Саратові.
Помер 14 квітня 1985 року в місті Саратові. Похований на ділянці 9 Єлшанського цвинтаря міста Саратова.

## Нагороди
- орден Леніна (12.12.1968)
- орден Трудового Червоного Прапора (3.03.1959)
- медаль «За трудову доблесть»
- медалі